# Syria na Mistrzostwach Świata w Lekkoatletyce 2015
Syria na Mistrzostwach Świata w Lekkoatletyce 2015 – reprezentacja Syrii podczas Mistrzostw Świata w Pekinie liczyła 2 zawodników, którzy nie zdobyli medali.

## Występy reprezentantów Syrii

### Mężczyźni

#### Konkurencje techniczne
| Konkurencja | Zawodnik            | Eliminacje  | Eliminacje | Finał    | Finał   |
| Konkurencja | Zawodnik            | Rezultat    | Pozycja    | Rezultat | Pozycja |
| ----------- | ------------------- | ----------- | ---------- | -------- | ------- |
| Skok wzwyż  | Madżd ad-Din Ghazal | 2,29 m (NR) | 15.        | NQ       | NQ      |

### Kobiety

#### Konkurencje biegowe
| Konkurencja                | Zawodniczka       | Runda 1    | Runda 1 | Półfinał | Półfinał | Finał    | Finał   |
| Konkurencja                | Zawodniczka       | Rezultat   | Pozycja | Rezultat | Pozycja  | Rezultat | Pozycja |
| -------------------------- | ----------------- | ---------- | ------- | -------- | -------- | -------- | ------- |
| Bieg na 400 m przez płotki | Ghofrane Mohammad | 58,61 (SB) | 34.     | NQ       | NQ       | NQ       | NQ      |